# Giorgio Gregorini
Giorgio Gregorini (* 20. Jahrhundert) ist ein italienischer Visagist und Hairstylist, der mit einem Oscar ausgezeichnet wurde.

## Karriere
Gregorinis Karriere im Filmgeschäft begann 1983, als er für den italienischen Film Vacanze di Natale das erste Mal als Hairstylist arbeitete. Es folgten weitere Anstellungen in italienischen Produktionen, bis er im Jahr 1995, im Film Die Piratenbraut, erstmals für eine internationale Koproduktion arbeitete. Es folgten in den weiteren Jahren Filme wie Der talentierte Mr. Ripley, Moulin Rouge, Gangs of New York, Apocalypto, Illuminati, The Tourist, The Rum Diary und Avengers: Age of Ultron.
Für seine künstlerische Leistung in dem Film Suicide Squad erhielt Gregorini mit seinen Kollegen Alessandro Bertolazzi und Christopher Nelson die Auszeichnung bei der Oscarverleihung 2017 in der Kategorie bestes Make-up und beste Frisuren.
Gregorini ist seit 1993 verheiratet und Vater von drei Kindern.

## Filmografie (Auswahl)
- 1983: Vacanze di Natale
- 1992: Allein gegen die Mafia (La Piovra, Fernsehserie, sechs Episoden)
- 1995: Die Piratenbraut (Cutthroat Island)
- 1999: Der talentierte Mr. Ripley (The Talented Mr. Ripley)
- 2001: Moulin Rouge
- 2002: Gangs of New York
- 2006: Apocalypto
- 2009: Die doppelte Stunde (La doppia ora)
- 2009: Illuminati (Angels and Demons)
- 2010: The Tourist
- 2011: Dream House
- 2011: The Rum Diary
- 2012: The Impossible (Lo Impossible)
- 2015: Avengers: Age of Ultron
- 2016: Suicide Squad